# Pallade d'Auxerre
Pour les articles homonymes, voir Pallade.
Saint Pallade d'Auxerre († 10 avril 657 ou 658) était abbé de Saint-Germain (probablement occupée alors par un clergé séculier) puis évêque d'Auxerre de 622 à 658. 
On le fêtait le 10 avril jusqu'en 1726, ensuite le 30 juillet.

## Biographie
Pallade est le 20e évêque d'Auxerre. Il entre en fonctions début janvier 622. 
Durant son épiscopat à Auxerre, il fait édifier le monastère Saint-Eusèbe (dont il ne reste plus que l'église), dédié à Eusèbe, évêque de Verceil. Cet édifice est remarquable par son dôme recouvert d'une riche mosaïque. Il dote cet établissement de terres, dont celle de Terves proche d'Escamps. 
En 637 ou vers 640, il fonde le monastère Saint-Laurent près des murs de la ville. À la fin du VIIIe siècle cet établissement passe dans le patrimoine de la cathédrale d'Auxerre. Vers l'an 1100 le monastère devient la propriété du prieuré Saint-Laurent de Cosne. Il est successivement ruiné, reconstruit, partiellement incendié en 1216, et le chevet de son église s'écroule en 1625. En 1530 débute la reconstruction du chevet, peut-être prévue dans le cadre d'une reconstruction totale de l'église.
Pallade fait bâtir une église en l’honneur de saint Germain à Suilly, près de Donzy (Nièvre), en un lieu appelé alors Vercisum et plus tard Vergers (actuellement le château des Vergers). Là aussi il fait construire pour l'église un dôme couvert de riches mosaïques. Très dévoué à la mémoire de saint Germain, il ordonne qu'à chacune de ses fêtes le 1er octobre l'évêque donne cent sous aux chanoines afin de les encourager à célébrer cette fête plus solennellement. Un historien remarque que c’est le plus ancien exemple des distributions manuelles dans l’Église gallicane. 
Il écrit à saint Didier, évêque de Cahors et son prédécesseur à l'évêché d'Auxerre, à propos de villages dans le Quercy que Didier a donnés au chapitre d'Auxerre. 
Il assiste au concile de Reims de 625, à celui de Clichy-la-Garenne vers la fin mai 633, à celui de Châlon le 25 octobre 644. 
Il est l'un des signataires de la charte d’exemption accordée à l’abbaye de Saint-Denys le 22 juin 653 par le roi de Neustrie et de Bourgogne Clovis II (635 – 657). Noter que dans cette charte, le nom de saint Pallade s’y trouve immédiatement après celui du roi.
Pallade meurt le 10 avril 658, après plus de 36 ans d'épiscopat. Il est inhumé dans son église Saint-Eusèbe,. 

### Transfert et nouvelle fondation de Saint-Julien

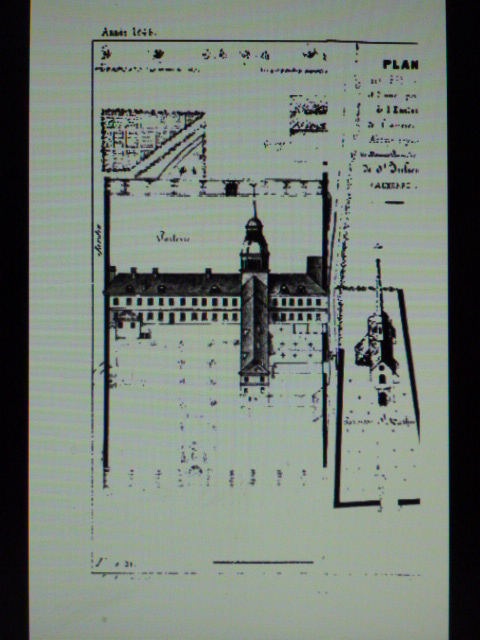
Abbaye Saint-Julien,
plan de 1848.

Il transfère hors des murs de la ville le monastère Saint-Julien d'Auxerre, qu'il dédie à « Sainte Marie Mère de Dieu et Saint Julien » ; mais seul le nom de Saint-Julien sera couramment retenu. 
La charte de fondation de ce nouveau monastère Saint-Julien date de 644. La date de 635 est pourtant aussi donnée par certains.
Pour ce transfert il fait construire près du ru de Vallan, au sud de la ville, d'importants bâtiments et une enceinte de murs (contrairement à l'habitude de son temps qui était de faire une enceinte de fossés). 
Ce faubourg s'appelle depuis le faubourg puis quartier Saint-Martin-lès-Saint-Julien, ou le Grand Saint-Martin. L'enceinte sera considérablement agrandie au XVIIe siècle.
Il y installe des religieuses, mais aussi un petit groupe de moines chargés des services religieux et fondations.
Il dote richement l'établissement pour l'entretien des religieuses et pour celui des nombreux pauvres dont elles s'occupent. Les biens qu'il leur alloue proviennent de trois sources : une donation de Dagobert pour des terres à Migennes, Vincelles et Trucy-sur-Yonne ; une ponction, dont on ne connaît pas l'importance, sur le patrimoine de l'abbaye Saint-Germain ; et une grosse ponction sur le patrimoine de la cathédrale Saint-Étienne. Cette dernière fournit à Saint-Julien des terres à Vaux et Clamecy (Nièvre) (territoire d'Auxerre) ainsi que Flaciacum donnée à l'église Saint-Étienne par son prédécesseur saint Didier devenu évêque de Cahors, Aunay-la-Côte (territoire d'Avallon), une terre du diocèse de Sens nommée Campobossum (Cambon ?), la ferme de Rully sur Troyes (Aube), Cry (Tonnerrois), et un tiers de la terre de Soesme (Berry) pour fournir des cierges.
Sous Charles Martel Saint-Julien, comme la plupart des autres établissements religieux, voit la majeure partie de ses biens distribuée aux seigneurs laïcs, qui souvent prennent le titre d'abbés (séculiers). Vers 866 l'abbé de Saint-Julien est le comte d'Auxerre Hugues, dit Hugues l'Abbé pour le nombre d'abbayes dont il tire des revenus. Il expose à Louis le Pieux que Charlemagne lui-même, ainsi que ses prédécesseurs, avaient ordonné que l'entrée de Saint-Julien soit interdite à tout évêque ou archidiacre sauf pour prier ou prêcher, et demande à Louis de renouveler cette ordonnance - ce que le roi fait. D'un autre côté il présente à Charles le Chauve, successeur de Louis le Pieux, les confirmations par Grégoire II des donations de Pallade et lui énonce les donations que lui-même et des princes et rois ont faites au monastère ; et obtient de Charles une nouvelle confirmation de ces donations, avec défense à tous abbés ou recteurs d'y porter atteinte. 
Une certaine contradiction peut être notée dans les attitudes des puissants de l'époque. Ils dépouillent l’Église de ses biens matériels pour mieux asseoir leur pouvoir parmi leurs vassaux. Mais les Pippinides soutiennent l'évangélisation sur leurs voisins. C'est que la religion est aussi un instrument efficace d'expansion territoriale, une ambition partagée par les princes et par le clergé même si les buts de chacune des parties sont différents. Dans la même logique, les Pippinides soutiennent aussi la structuration de l'Église, leur outil pour accroître leur puissance.

## Culte
Sa réputation, déjà bien établie de son vivant, devient un culte important localement. Son tombeau, fertile en miracles, amène l'évêque Guy d'Auxerre (933-961) à canoniser Pallade vers le milieu du Xe siècle. La translation de ses reliques depuis son tombeau dans une châsse est également réalisée par lui, le 30 juillet 945 en même temps que celles de Tétrice. L'importance sociale de l'église qui contient ses reliques continue elle aussi de grandir. Ainsi Saint-Eusèbe avec Notre-Dame-La-D'Hors, Saint-Pierre et Saint-Germain, fait partie des quatre églises qui n'entrent pas dans le symbolisme des Rameaux (entrée du Christ dans Jérusalem) mais sont malgré tout des stations pour les processions des Rameaux. Il est vrai que chacune de ces quatre églises contient des reliques d'évêques d'Auxerre. 
Sa fête était célébrée le 10 avril dans le diocèse d’Auxerre ; c'était une fête à trois leçons avec Te Deum. Mais comme elle se passait souvent pendant le carême, en 1726 elle a été déplacée au 30 juillet et ainsi réunie à la fête de saint Urse, mort aussi le même jour au début du VIe siècle.